# ویان، لنکران
ویان (به لاتین: Viyən) یک منطقهٔ مسکونی در جمهوری آذربایجان است که در شهرستان لنکران واقع شده‌است. ویان ۲٬۶۰۳ نفر جمعیت دارد.